# Thakurat de Kherwara
El thakurat de Kherwara fou un petit estat tributari protegit de l'agència de Malwa, a l'Índia central, presidència de Bombai. La capital era Kherwara. Els sobirans portaven el títol de thakurs o nobles.